# میدان یخچالی

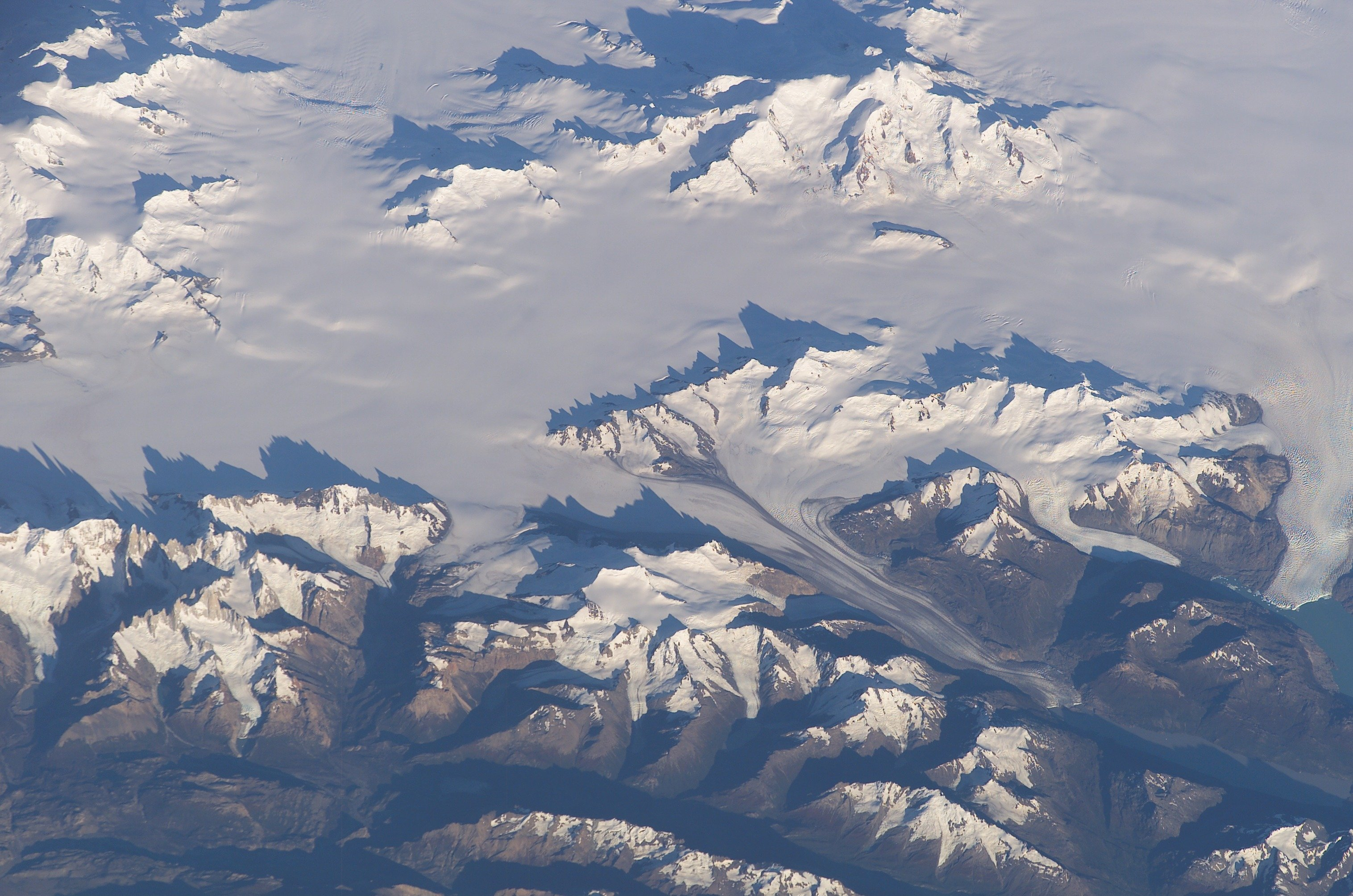
میدان یخی پاتاگونیای جنوبی

میدان یخچالی یا میدان یخی (انگلیسی: Ice field) به محدوده‌ای پوشیده از یخ گفته می‌شود که مساحت آن کمتر از ۵۰٬۰۰۰ کیلومتر مربع است و اغلب در اقلیم‌های سرد و ارتفاعات بلند جهان که دمای آن به اندازه کافی پایین است یافت می‌شود. میدان یخچالی منطقه گسترده‌ای از یخچال‌های دره‌ای به‌هم پیوسته است که در آن قله‌های بلندتر به شکل نوناتاک سر برآورده‌اند. میدان‌های یخچالی از یخچال‌های آلپی بزرگ‌تر بوده ولی از یخسارها کوچک‌ترند و وسعت آن‌ها شبیه کلاهک یخی است. توپوگرافی میدان‌های یخی توسط شکل زمین‌چهره‌های پیرامون آن تعیین می‌شود، در حالی که کلاهک‌های یخی دارای شکل ویژه خود هستند که از شکل عوارض زیرین خود تأثیر نمی‌پذیرد.